# Hans-Jochen Schale
Hans-Jochen Schale (* 30. Mai 1925 in Quedlinburg; † 29. Mai 2013 in Schwäbisch Gmünd) war ein deutscher Hörspieldramaturg und langjähriger Leiter der Hörspielabteilung des Süddeutschen Rundfunks.

## Leben und Wirken
Hans-Jochen Schale erlangte nach dem Krieg erste Dramaturgie-Erfahrungen am Mannheimer Theater, studierte Germanistik, Soziologie und Theaterwissenschaft in Tübingen und München. 1954 wurde er Mitarbeiter der Hörspieldramaturgie des SDR in Stuttgart, wo ihm 1960 die Leitung der Dramaturgie übertragen wurde, die er bis zu seiner Pensionierung im September 1988 wahrnahm. Sein Name ist eng mit der Entstehung des sogenannten Neuen Hörspiels verbunden. Zu den von ihm betreuten deutschsprachigen Autoren gehörten Hubert Fichte, Friederike Mayröcker, Heiner Müller und Helga M. Novak.

## Hörspiele (Auswahl)
- 1951: John Steinbeck: Der Mond ging unter (Bearbeitung (Wort)) – Regie: Karl Ebert (Hörspielbearbeitung – Radio Saarbrücken)
- 1954: Anton Tschechow: Onkel Wanja (Bearbeitung (Wort)) – Regie: Walter Knaus (Hörspielbearbeitung – SDR)
- 1955: John Steinbeck: Der Krieg in Rückschau und Gleichnis: Der Mond ging unter (Bearbeitung (Wort)) – Regie: Karl Ebert (Hörspielbearbeitung – SDR)
- 1956: Wynyard Browne: Unter dem Mistelzweig (Bearbeitung (Wort)) – Regie: Oskar Nitschke (Hörspielbearbeitung – SDR)
- 1958: Lope de Vega: Dramen der Weltliteratur: Die bestrafte Spröde. Ein Lustspiel (Bearbeitung (Wort)) – Regie: Cläre Schimmel (Hörspielbearbeitung – SDR)
- 1959: Franz Grillparzer: Dramen der Weltliteratur: Des Meeres und der Liebe Wellen (Bearbeitung (Wort)) – Regie: Cläre Schimmel (Hörspielbearbeitung – SDR)
- 1987: Thomas Rübenacker: Hörspiele für Kinder von acht bis achtzig: Alice träumt fürs Leben gern (Redaktion) – Regie: Otto Düben (Kinderhörspiel – SDR/NDR)
- 1987: Helga M. Novak: Hörspiele für Kinder von acht bis achtzig: Troll-Kata und das vergessene Datum (Redaktion) – Regie: Ursula Langrock (Hörspiel – SDR/NDR)

Quelle: ARD-Hörspieldatenbank